# NGC 3651
NGC 3651 este o emission-line galaxy⁠(d) situată în constelația Leul. A fost descoperită în 10 aprilie 1785 de către William Herschel. Se află la o distanță de 110,4 megaparseci de Pământ.